# Primera División Uruguaya 1972
Il campionato era formato da dodici squadre e il Nacional vinse il titolo.

## Classifica finale
| Pos. | Squadra         | G  | V  | N  | P  | GF | GS | Punti |
| ---- | --------------- | -- | -- | -- | -- | -- | -- | ----- |
| 1    | Nacional        | 22 | 16 | 4  | 2  | 55 | 21 | 36    |
| 2    | Peñarol         | 22 | 10 | 8  | 4  | 26 | 13 | 28    |
| 3    | Defensor        | 22 | 9  | 8  | 5  | 25 | 14 | 26    |
| 4    | Huracán Buceo   | 22 | 6  | 11 | 5  | 23 | 17 | 23    |
| 5    | Cerro           | 22 | 10 | 3  | 9  | 28 | 31 | 23    |
| 6    | Liverpool       | 22 | 7  | 8  | 7  | 20 | 19 | 22    |
| 7    | River Plate     | 22 | 6  | 9  | 7  | 23 | 21 | 21    |
| 8    | Sud América     | 22 | 6  | 9  | 7  | 20 | 23 | 21    |
| 9    | Rentistas       | 22 | 5  | 10 | 7  | 14 | 23 | 20    |
| 10   | Danubio         | 22 | 4  | 10 | 8  | 26 | 31 | 18    |
| 11   | Bella Vista     | 22 | 5  | 7  | 10 | 24 | 43 | 17    |
| 12   | Central Español | 22 | 0  | 9  | 13 | 24 | 52 | 9     |

G = Partite giocate; V = Vittorie; N = Nulle/Pareggi; P = Perse; GF = Goal fatti; GS = Goal subiti; 

## Classifica marcatori
| Gol |  |  | Giocatore          | Squadra  |
| --- |  |  | ------------------ | -------- |
| 20  |  |  | Juan Carlos Mameli | Nacional |